# Борхардт, Оскар
Юлиус Мориц Оскар Борхардт (нем. Oscar Borchardt; 2 ноября 1845 , Берлин — 20 октября 1917, там же) — немецкий юрист, автор ряда трудов по юриспруденции.

## Биография

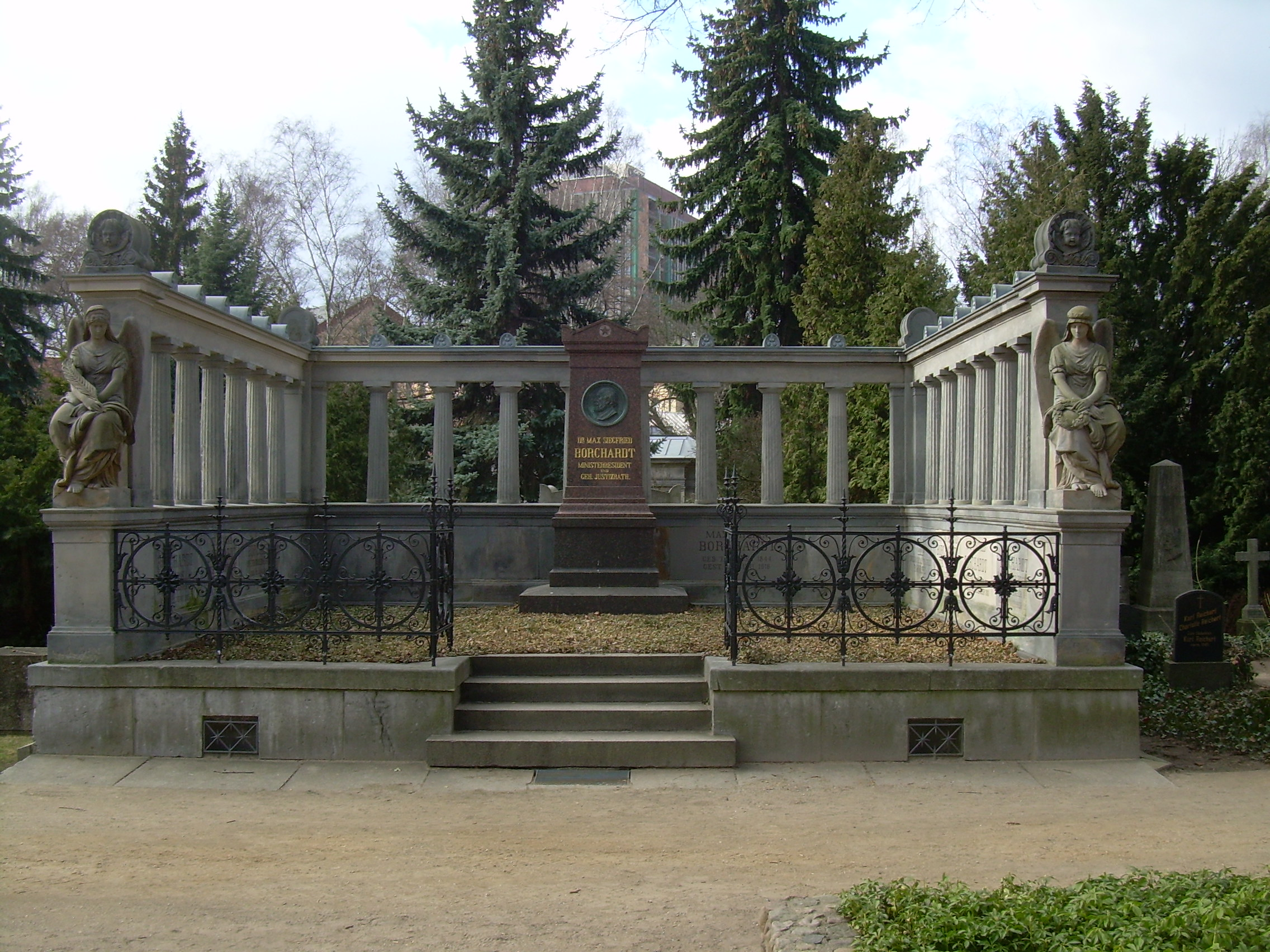
Могила семьи Борхардтов

Оскар Борхардт родился в Берлине и был вторым из четырех сыновей берлинского юриста Зигфрида Борхардта (1815–1880), министра-резидента Коста-Рики, и его жены Хелен (1824–1899). Старший брат живописца Феликса Борхардта. После смерти родителей, братья были хорошо обеспечены и финансово независимы.
Оскар изучал право в Берлине, получил докторскую степень и сначала был судебным заседателем. В середине 1870-х годов работал в имперской консульской службе и предпринял несколько заграничных поездок.
После смерти отца, опубликовавшего в 1871 году полное собрание применимых векселей и торговых законов всех стран, Оскар продолжил его работу. С 1883 года печатался в  "Deckers Verlag", где опубликовал свой многотомный труд «Действующие коммерческие законы мира», который несколько раз переиздавался, редактировался и переводился на другие языки. 
Напечатал: «Die geltenden Handelsgesetze des Erdballes» (Б., 1883—87, I т. во 2-м изд. 1884 г. В 1888—97 гг. вышли дополнения о португальском, аргентинском, японском и бразильском торговом праве; «Sammlung der seit 1871 in Aegypten, Belgien, Dänemark u. s. w. publizirten Handelsgesetze» (Берл., 1883) и др.
Умер в 1917 году и был похоронен в семейной могиле на кладбище Доротенштадт.